# Акша
Акша́ (рос. Акша) — село, центр Акшинського району Забайкальського краю, Росія. Адміністративний центр та єдиний населений пункт Акшинського сільського поселення.

## Населення
Населення — 3941 особа (2010; 4129 у 2002).
Національний склад (станом на 2002 рік):
- росіяни — 97 %